# Твој дјечак је тужан
Твој дјечак је тужан је песма коју је 1971. на Евросонгу у Даблину извео југословенски и хрватски певач Крунослав Кићо Слабинац.
Музику је компоновао хрватски музичар Ивица Крајач који је две године представљао Југославију на Евросонгу са песмом Поздрав свијету, док је текст написао Звонимир Голоб. 
У финалу Песме Евровизије 1971, које је одржано 3. априла у Даблину, Југославија је наступила као 16. по реду, а такмичење је окончала на 14. месту са 68 освојених бодова.